# Post (album)
Post è il secondo album solista di Björk (il terzo, contando anche l'omonimo album solista del 1977), pubblicato il 13 giugno 1995.

## Descrizione
A due anni di distanza dall'album Debut, maggiormente vicino alla musica pop, con Post, Björk sperimenta nuovi suoni e stili, affiancando alla vena rock (che si manifesta soprattutto in Army of Me) campionature techno. A Nellee Hooper, che già aveva curato la produzione di quasi tutte le tracce di Debut, si uniscono i produttori Tricky ed Howie B che apportano un grosso campionamento di suoni prettamente trip hop, che vanno poi a formare tracce come Possibly Maybe ed Enjoy.
Tra le canzoni più sperimentali vi sono Cover Me, un brano minimalista in cui la cantante si esibisce accompagnata da un'arpa e un clavicembalo e Headphones, traccia conclusiva dell'album, altrettanto sperimentale e minimalista, sostenuta quasi esclusivamente dalla voce di Björk, con un testo in cui la cantante esprime il suo amore per la musica. It's Oh So Quiet è la cover di Blow a Fuse, brano dell'attrice e cantante Betty Hutton.
La rivista Rolling Stone ha inserito Post al 376º posto della sua lista dei 500 migliori album. Il successo dell'album è stato seguito nel 1996 da Telegram, un album di remix delle canzoni di Post.
Il 26 aprile 2019 l'album viene distribuito dalla One Little Independent Records anche in formato di musicassetta.

## Tracce
Edizione standard
1. Army of Me – 3:54 (Björk, Graham Massey)
2. Hyper-ballad – 5:21 (Björk)
3. The Modern Things – 4:10 (Björk, Graham Massey)
4. It's Oh So Quiet – 3:38 (Bert Reisfeld, Hans Lang)
5. Enjoy – 3:56 (Björk, Tricky)
6. You've Been Flirting Again – 2:29 (Björk)
7. Isobel – 5:47 (Björk, Nellee Hooper, Marius De Vries, Sjón)
8. Possibly Maybe – 5:06 (Björk)
9. I Miss You – 4:03 (Björk, Howie B)
10. Cover Me – 2:06 (Björk)
11. Headphones – 5:40 (Björk, Tricky)

Bonus track per il Giappone
1. I Go Humble – 4:44 (Björk, Mark Bell)

## Formazione
Di seguito sono elencati i musicisti che hanno suonato nel disco e il personale che ha collaborato alla sua realizzazione.

### Musicisti
- Björk – voce, arrangiamenti, tastiere, organo, arrangiamenti di archi, arrangiamenti di ottoni, programmazione beat
- Howie Bernstein – programmazione
- John Altman – arrangiamenti d'orchestra, direzione d'orchestra
- Marcus Dravs – programmazione
- Lenny Franchi – programmazione
- Graham Massey – tastiere, programmazione
- Tricky – tastiere, programmazione
- Marius de Vries – tastiere, programmazione
- Gary Barnacle – sassofono soprano
- Stuart Brooks – tromba
- Jim Couza – martello dulcimer
- Einar Örn Benediktsson – tromba
- Eumir Deodato – arrangiamenti d'archi, direzione d'orchestra
- Isobel Griffiths – contrazione orchestrale
- Maurice Murphy – tromba
- Tony Pleeth – violoncello
- Guy Sigsworth – clavicembalo
- Talvin Singh – percussioni
- Rob Smissen – viola
- Gavin Wright – direttore d'orchestra

### Personale tecnico
- Björk – composizione (tracce 1–3, 5–12), produzione
- Howie B – composizione (traccia 9), produzione (traccia 9), ingegnere del suono, missaggio
- Marcus Dravs – ingegnere del suono, missaggio
- Al Fisch – ingegnere del suono
- Lenny Franchi – ingegnere del suono
- Nellee Hooper – composizione (traccia 7), produzione (tracce 1–4, 7, 8)
- Graham Massey – composizione (tracce 1, 3), produzione (tracce 1, 3)
- Steve Price – ingegnere del suono
- Mark "Spike" Stent – missaggio
- Al Stone – ingegnere del suono
- Tricky – composizione (tracce 5, 11), produzione (tracce 5, 11)
- Bert Reisfeld – composizione (traccia 4)
- Hans Lang – composizione (traccia 4)
- Marius De Vries – composizione (traccia 7)
- Sjón – composizione (traccia 7)
- Mark Bell – composizione (traccia 12)

### Copertina
- Martin Gardiner – modellazione di fiori di loto
- Me Company – progettazione packaging
- Stéphane Sednaoui – fotografia

## Classifiche

### Classifiche settimanali
| Classifica (1995-2021) | Posizione massima |
| ---------------------- | ----------------- |
| Australia              | 2                 |
| Austria                | 13                |
| Belgio (Fiandre)       | 5                 |
| Belgio (Vallonia)      | 3                 |
| Canada                 | 4                 |
| Danimarca              | 4                 |
| Europa                 | 2                 |
| Finlandia              | 9                 |
| Francia                | 26                |
| Germania               | 6                 |
| Grecia                 | 30                |
| Giappone               | 26                |
| Irlanda                | 10                |
| Norvegia               | 4                 |
| Nuova Zelanda          | 4                 |
| Paesi Bassi            | 5                 |
| Portogallo             | 6                 |
| Regno Unito            | 2                 |
| Stati Uniti            | 32                |
| Svezia                 | 2                 |
| Svizzera               | 5                 |
| Ungheria               | 34                |

### Classifiche di fine anno
| Classifica (2009) | Posizione |
| ----------------- | --------- |
| Islanda           | 100       |